# Order Zasługi Medycznej
Order Zasługi Medycznej (port. Ordem do Mérito Médico) – brazylijskie odznaczenie państwowe, utworzone ustawą nr 1074 z 14 marca 1950. Order ma na celu nagradzanie krajowych i zagranicznych lekarzy, świadczących wybitne usługi dla Brazylii, dla wyróżniających się w zawodzie lekarzy, dla wyróżniających wykładowców i nauczycieli medycyny, dla autorów istotnych artykułów dla studiów medycznych. 
Jest podzielony na pięć klas:
- I klasa – Krzyż Wielki (Grã-Cruz)
- II klasa – Wielki Oficer (Grande Oficial)
- III klasa – Komandor (Comendador)
- IV klasa – Oficer (Oficial)
- V klasa – Kawaler (Cavaleiro)